# Renault Initiale (1995)
Pour les articles homonymes, voir Renault Initiale.
La Renault Initiale est un concept-car de berline de luxe présenté à Bagatelle puis exposée au Salon international de l'automobile de Genève en 1995, préfigurant la Renault Vel Satis de série.

## Présentation
L'Initiale Concept, dessiné par Florian Thiercelin (extérieur) et Fabio Filippini (intérieur) sous la direction de Patrick Le Quément, propose une ligne extérieure très originale et un intérieur luxueux signé Vuitton.
Les designers de Louis Vuitton ont spécialement créé une ligne de bagages pour accompagner l'Initiale Concept.
Ce concept est à l'origine du nom de la Renault Initiale Paris de 2013 ainsi que de la finition haut de gamme actuelle Initiale Paris des modèles Renault.

## Caractéristiques
Le moteur est un V10 3.5l de 392 ch à 8 000 tr/min, provenant de chez Renault Sport et issu de la Formule 1.